# Euchloe belemia
Euchloe belemia är en fjärilsart som först beskrevs av Eugen Johann Christoph Esper 1800.  Euchloe belemia ingår i släktet Euchloe och familjen vitfjärilar. Inga underarter finns listade i Catalogue of Life.

## Bildgalleri

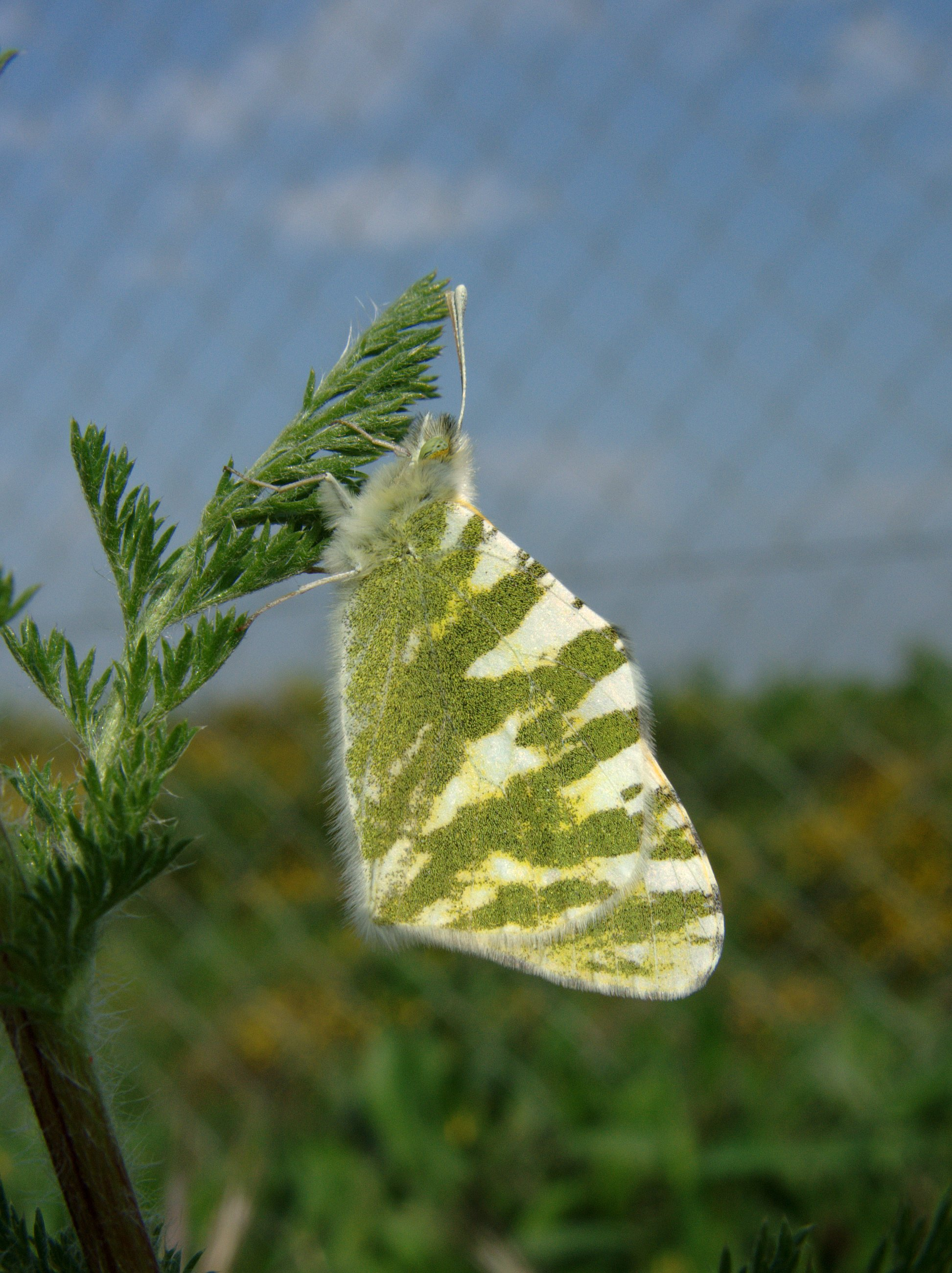
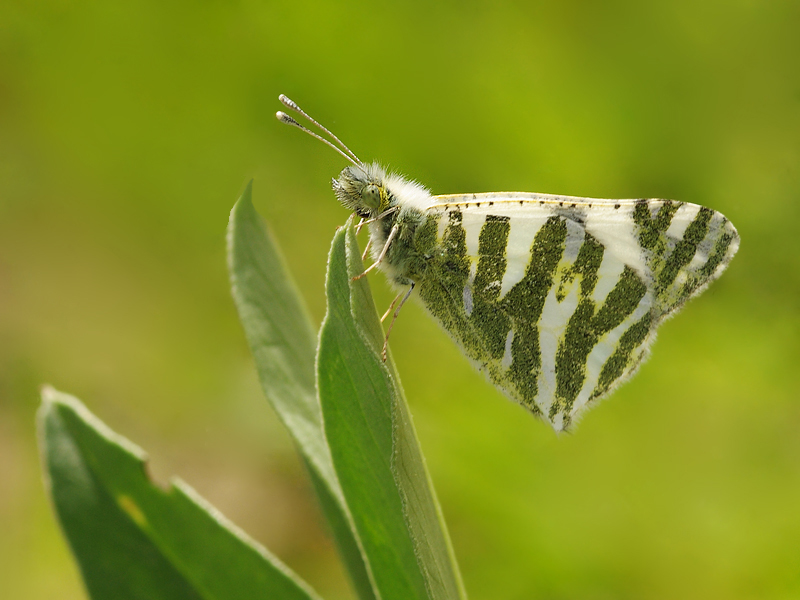
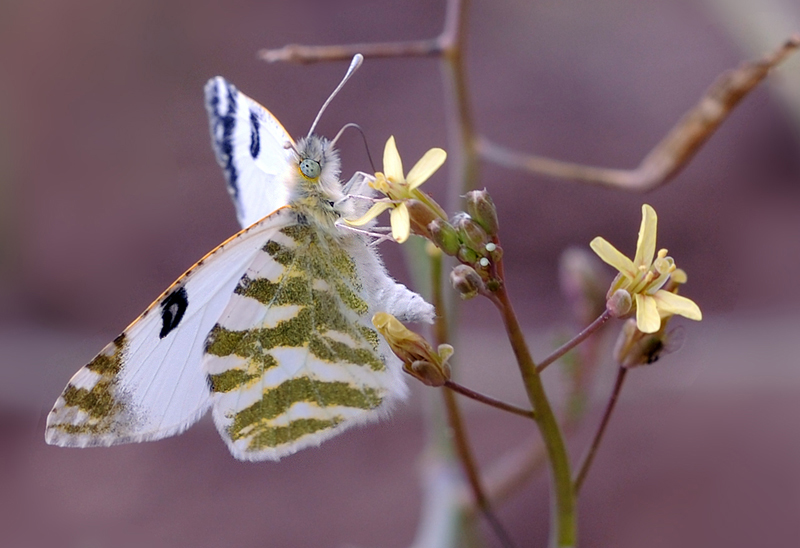
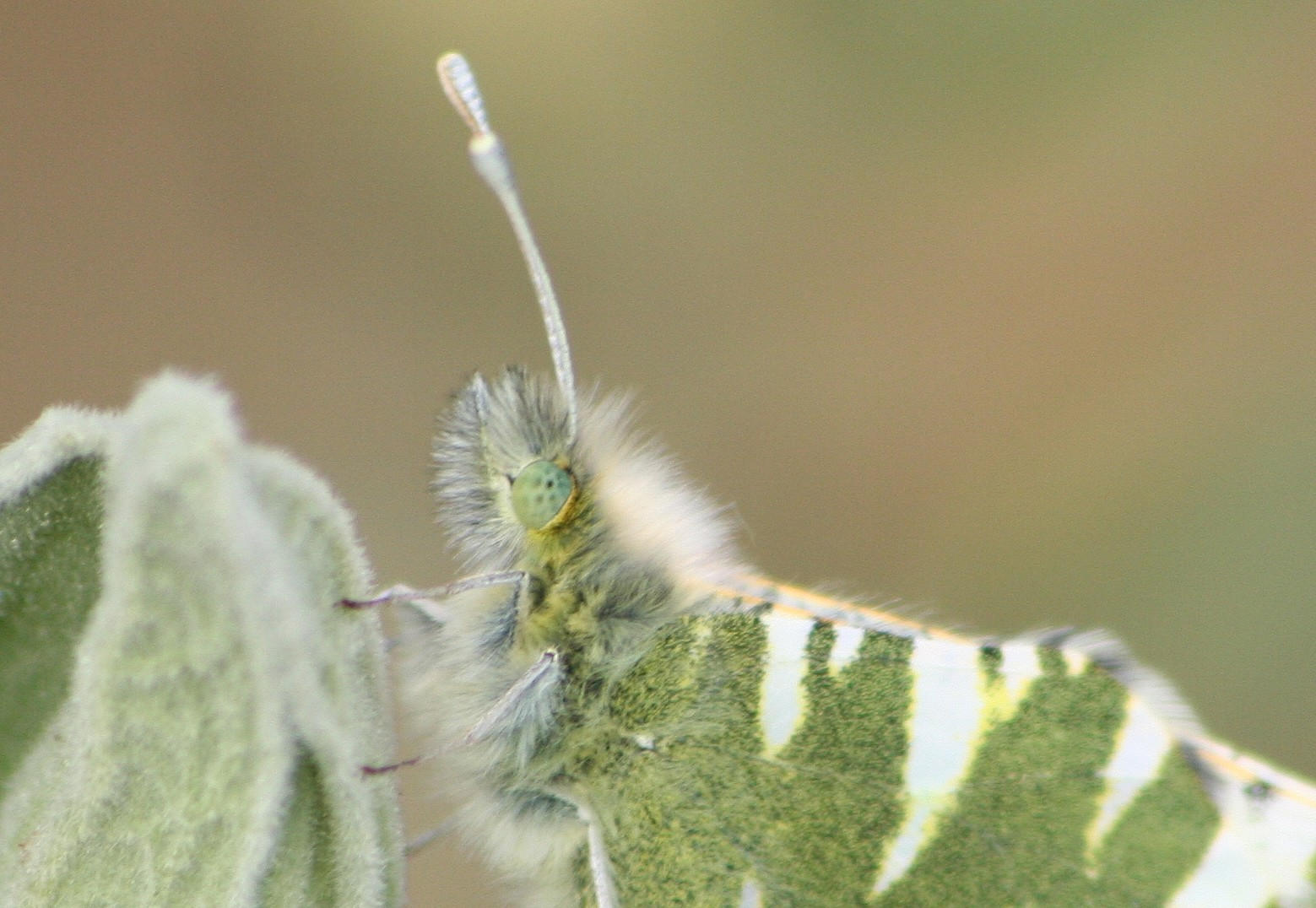
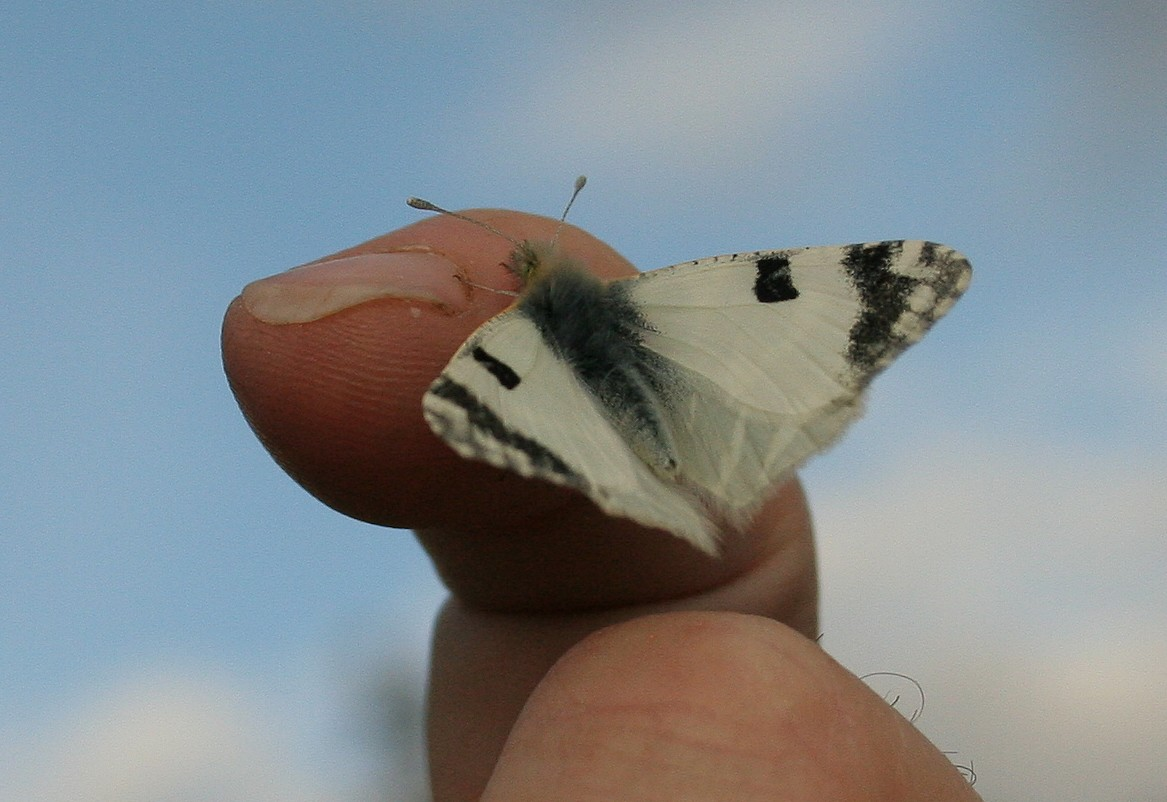
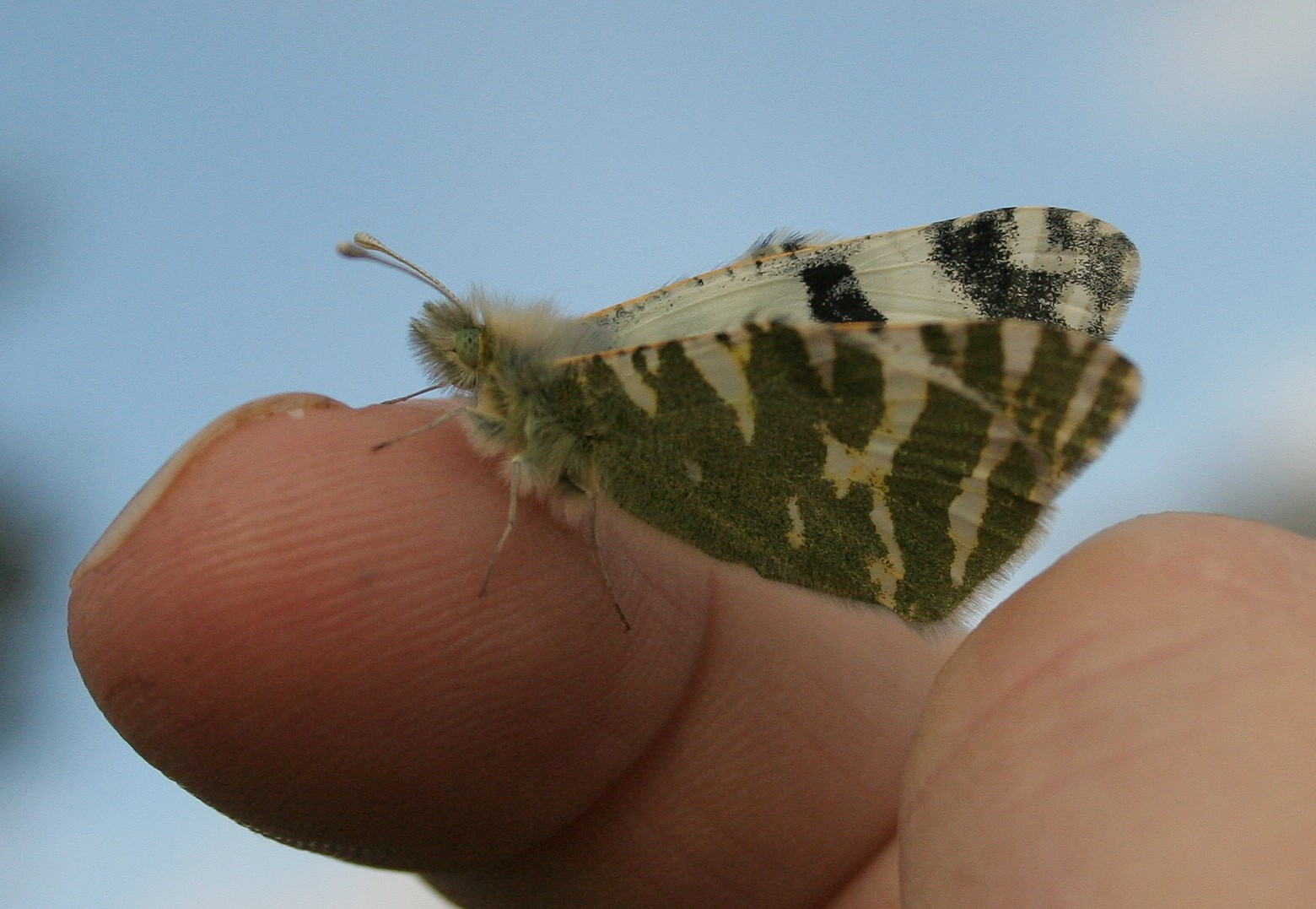